# Hipposideros khasiana
Hipposideros khasiana — є одним з видів кажанів родини Hipposideridae.

## Етимологія
Назва khasiana стосується пагорбів Кхасі, звідки походить голотип самиці, на основі якого був описаний таксон.

## Опис
Розмір середній, з довжиною передпліччя 62.77±1.16 мм у самців і 64ю18±1.57 мм у самиць, вагою до 17.04±1.95 гр у самців і 20.40±3.08 гр у самиць.
Зовні не відрізняються від Hipposideros larvatus, від якого відрізняється тільки частотою імпульсів, рівною 85 кГц.

## Поширення
Цей вид відомий тільки в східному індійському штаті Меґхалая.

## Звички
Харчується комахами.